# 76本のトロンボーン
「76本のトロンボーン」（Seventy-six Trombones）は、メレディス・ウィルソンのミュージカル『ザ・ミュージックマン』に使用されている行進曲である。同ミュージカルの代表的な曲の1つであり、1962年版および2003年版の2度の映画化の時にも使用されている。主にマーチングバンド、軍楽隊、オーケストラで演奏される。

## 『ザ・ミュージックマン』
この曲は、主人公である楽器のセールスマンのハロルド・ヒル「教授」がアイオワ州リバーシティの住民に楽器を売ろうとする際、複数の著名なバンドリーダーのバンドが合同で演奏したことを引き合いに出し、大きいマーチングバンドでパレードをする子供の姿を想像させるために歌った曲である。トロンボーンの平均人数は高校のマーチングバンドでは約10人、大学の大規模マーチングバンドでも30人を越えることはめったにない。ヒルが説明するバンドは、76本のトロンボーンの他に110本のコルネットや1000本以上の木管楽器、ダブル・ベル・ユーフォニアム、19世紀終盤にバンドでよく使用されていたカノン砲50台などを含む巨大なバンドであり、もし実在すればその隊形は全長150mを越えるものとなる。
この楽曲は以下の歌詞から始まる。
Seventy-six trombones led the big parade(76本のトロンボーンが巨大なバンドを率いる)

With a hundred and ten cornets close at hand …(110本のコルネットと共に)
本作の直前に流れる恋愛をテーマとしたバラード「"Goodnight My Someone"」は同じ旋律が含まれるが、よりゆっくりしたテンポで4分の3拍子で演奏される。『ザ・ミュージックマン』最後では「76本のトロンボーン」と「"Goodnight My Someone"」のそれぞれの歌詞が交互に歌われる。この奏法はオペラで使用されるが、ブロードウェイ・ミュージカルではそれまで使用されていなかった。

## 著名な演奏
- ルロイ・アンダーソンはエドウィン・ユージン・バグリーによる「National Emblem march」、ヴィクトル・ウィドクヴィストによるスウェーデンの行進曲「Under blågul fana」、DWリーヴスによる「Second Regiment Connecticut National Guard」、ジョン・フィリップ・スーザによる「星条旗よ永遠なれ」や「ワシントン・ポスト」など他の行進曲を取り入れ編曲した。なおメレディス・ウィルソンはスーザのバンドで実際に演奏していた[4]。
- 長年、ボストン・ポップス・オーケストラでよく演奏されている[5]。
- 1963年、ヘンリー・マンシーニのアルバム『Our Man in Hollywood』にジャズ・アレンジ版が収録されている[6]。ライナーノーツには「おそらく過去10年で最も演奏された新しい行進曲である。マンシーニ版は8本のトロンボーンのために編曲された」と記された。
- 1982年、イギリスのロイヤル・バラエティ・パフォーマンスにおいて、ブラスバンドの演奏でハワード・キールが歌った[7]。
- アンドレ・リュウとオーケストラはこの曲で開幕するのが通例となっている[8]。

### 編曲
この曲はミュージカルの中で使用されるだけでなく、行進曲として単独で演奏されることもある。
この曲のウィルソン自身による編曲には、スーザの『星条旗よ永遠なれ』や『ワシントン・ポスト』、バグリーの『国民の象徴』などの有名な行進曲の旋律が登場する。
日本においては、1984年にヤマハ音楽振興会から『ニュー・サウンズ・イン・ブラス』の一曲として吹奏楽譜が出版されており、吹奏楽の定番の曲となっている。この編曲にも『星条旗よ永遠なれ』の一節が取り込まれている。

## オマージュ
ウィルソンの出身地であるアイオワ州メーソンシティーにある、ウィルソンの少年時代の家の隣に位置する「ミュージックマン・スクエア」と呼ばれるビルの一室には、脚本が所蔵されている他、寄付された76本のトロンボーンが天井から吊るされている。

## ポピュラー・カルチャー
- 1999年、ロマンティック・コメディ映画『カーラの結婚宣言』において、カーラ(ジュリエット・ルイス)とダニエル(ジョヴァンニ・リビシ)のラブソングとして使用される。
- 2001年、『バフィー 〜恋する十字架〜』シーズン7のエピソード「"Once More, with Feeling"」において、スパイク(ジェームズ・マースターズ)がバフィ(サラ・ミシェル・ゲラー)に「あなたが何をしたいのか自分で理解する日はパレードになるだろう。76本の血まみれのトロンボーンと共に」と語る。
- 1994年、シットコム『The Nanny』シーズン2のエピソード15において、フラン(フラン・ドレシャー)のライバルと交際しているであろう男性がマックスウェル(チャールズ・ショーネシー)と会い、本作の冒頭のパフォーマンスの後、ゲイのダンサーでブロードウェイを目指していると明かす。
- チリにおいてルロイ・アンダーソン編曲版がラジオのニュース番組「La Revista de Portales」のテーマ曲として使用された。先代のニュース番組「La bitácora en Portales」からそのまま継承した[10]。
- オランダにおいて、ラジオおよびテレビの番組「Dik Voormekaarshow」テーマ曲として使用された[11]。
- 2011年、映画『バーニー/みんなが愛した殺人者』でバーニー(ジャック・ブラック)が歌う[12][13]。